# مارين ستيرك
مارين ستيرك (بالهولندية: Marijn Sterk)‏ (11 يوليو 1987 بلاهاي في هولندا - ) هو لاعب كرة قدم هولندي في مركز الدفاع. لعب مع نادي إيمن ونادي فولندام.

## روابط خارجية
- مارين ستيرك على موقع قاعدة بيانات كرة القدم.إي يو (الإنجليزية)
- مارين ستيرك على موقع Soccerway.com (الإنجليزية)
- مارين ستيرك على موقع عالم كرة القدم.نت (الإنجليزية)